# Agrotis simplonia
Agrotis simplonia là một loài bướm đêm trong họ Noctuidae.

## Hình ảnh

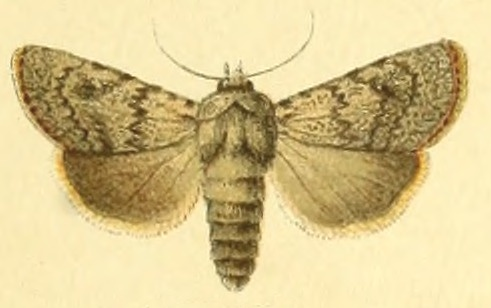
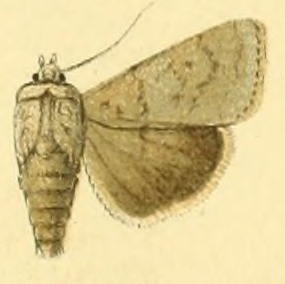